# Mensis intercalaris
Mensis intercalaris (lateinisch mensis intercalaris für Schaltmonat; auch Mercedonius, Mercedonios, Mercedinus) war im römischen Kalender spätestens seit der ersten großen Kalenderreform um 450 v. Chr. der abwechselnd 27- und 28-tägige Schaltmonat. Rechnerisch beinhaltete der Mensis intercalaris nur 22 bzw. 23 Zusatztage, die mit den fünf Resttagen des Februarius ergänzt wurden. Der Einsatz des Mensis intercalaris wird erstmals im Jahr 472 v. Chr. im Zusammenhang eines alten Gesetzes erwähnt, aufgrund dessen ein Schaltmonat in Gebrauch gewesen sein soll. Die damalige Länge des Mensis intercalaris wird jedoch nicht genannt.
Gesicherte Erkenntnisse über Aufbau sowie Struktur des Schaltmonats beziehungsweise dessen Schaltschema sind für die frühe Zeit der römischen Republik nicht durch zeitgenössische Dokumente oder Inschriften belegt. Insofern können keine gesicherten Aussagen zu der Schaltpraxis (Interkalation) gemacht werden. Vielmehr bestehen verschiedene Hypothesen und Rückschlüsse, die unterschiedliche Möglichkeiten zulassen. Im Zuge der Kalenderreform des Gaius Iulius Caesar entfiel im julianischen Kalender ab 44 v. Chr. der Monat Mensis intercalaris wegen des Wechsels von einem gebundenen Mondkalender (Lunisolarkalender) zu einem Sonnenkalender (Solarkalender).

## Etymologie des Begriffs Mercedonius

### Überlieferung nach Plutarch

„INTER“
(Fasti Antiates maiores)

Plutarch verwendete als einziger nicht zeitgenössischer Autor für den Schaltmonat nicht den Begriff Mensis intercalaris, sondern nannte ihn mensis Mercedonius (Μερκηδόνιος μήν) beziehungsweise Mercedinus (Μερκηδῖνος). Seine Ableitung des Monatsnamens von merces sowie mercedes pro usuris dixit (Lohn, Rente, Zahlung, Zins) fußte jedoch auf der falschen Verbindung zu mercedarius, mercedituus (Anschaffer) als Interpretation hinsichtlich der Regierungszeit von Numa Pompilius. Tatsächlich handelte es sich bei der Bezeichnung „Mercedonius“ um einen negativen Spitznamen des Schaltmonats Mensis intercalaris, der in der römischen Geschichte wahrscheinlich öfter für Zinsmanipulationen missbraucht wurde.
In den römischen Inschriften ist daher der Ausdruck „Mercedonius“ unbekannt. Stattdessen wurde der Schaltmonat beispielsweise in den Fasti Capitolini triumphales als Mensis interkalaris betitelt. Auf dieser Grundlage ließ sich für die Fasti Antiates maiores als ältester erhaltener Nachweis für den Schaltmonat die Abkürzung „INTER“ rekonstruieren, die Attilio Degrassi bereits 1963 vornahm und für „INTER“ die Transkription „Interk(alares)“ einsetzte. Ältere Bezeichnungen als „MER“ gründen sich noch auf die Interpretation von Gioacchino Mancini als Erstherausgeber der Fasti Antiates maiores im Jahr 1921.

### Historische Bezüge
Der Mensis intercalaris kann im Zusammenhang finanzieller Manipulationen nicht vor dem dritten Jahrhundert v. Chr. als „zinsloser Monat“ missbraucht worden sein. Eine vollständige Geldwirtschaft bildete sich erst nach den Latinerkriegen heraus. Die literarischen Quellen, die am Ende der römischen Republik anachronistisch über frühe Maßnahmen und das finanzielle Umfeld berichten, sind aufgrund fehlender zeitgenössischer Belege nur bedingt glaubwürdig.
Zinszahlungen im Mensis intercalaris sind in der römischen Geschichte nicht bezeugt, zudem gestaltet sich die Quellenlage als sehr unsicher. Zumindest spricht die rechtliche Konzeption gegen einen Zinsmonat Mensis intercalaris und gegen eine Übernahme des griechischen Systems, das einen Schaltmonat wie jeden anderen Monat behandelte. Außerdem war der Mensis intercalaris im römischen Kalender kein echter Mondmonat. Für den Darlehensnehmer hätte sich im Schaltjahr der Vorteil ergeben, dass die Verpflichtungen auf dreizehn Monate verteilt werden konnten. Ähnlich sieht es im Steuerrecht aus. Weitere Verflechtungen mit Regionen, die einen anders gelagerten Kalender verwendeten, hätten für Geldleiher zusätzliche Vorteile bedeutet.

## Mensis intercalaris

### Geschichtlicher Hintergrund
Nach Livius konnte der Mensis intercalaris auch nach dem 24. Tag des Februarius geschaltet werden. In Ausnahmefällen verzichteten die Römer ganz auf den Einsatz des Mensis intercalaris, beispielsweise im von 218 v. Chr. bis 201 v. Chr. andauernden zweiten Punischen Krieg, da der Einsatz eines Schaltmonats für den Kriegsverlauf als negatives Omen angesehen wurde. Macrobius berichtet in den Saturnalien über einen weiteren Octennium-Schaltzyklus, beginnend mit dem 17. Jahr eines bis zum 24. Jahr vom Normalfall abweichenden dritten achtjährigen Schaltschemas: 24 Tage sollen „weggeschaltet“ und der Mensis intercalaris in diesem Zeitraum nur dreimal mit insgesamt 66 Tagen eingesetzt worden sein. Regulär wäre der Mensis intercalaris ansonsten viermal erfolgt. Als Grund für den erweiterten Schaltzyklus gab Macrobius eine Abweichung gegenüber dem griechischen Kalender in Höhe von 24 Tagen an, die sich aus der überschüssigen Eintageslänge des 355-tägigen römischen Kalenderjahres im Vergleich zum Mondjahr der Griechen addiert hatten. Der Mensis intercalaris soll nach Macrobius alle zwei Jahre abwechselnd 22 oder 23 Zusatztage beinhaltet haben; so auch Censorinus: Denique cum intercalarium mensem viginti duum vel viginti trium dierum alternis annis addi placuisset.
Um die benötigten 24 Tage „wegschalten zu lassen“, wurde der 23-tägige Mensis intercalaris um einen Tag auf 22 Tage reduziert und die andere Schaltung der 23 Tage unterdrückt, so dass sich insgesamt statt der planmäßigen 90 Zusatztage des Mensis intercalaris nur die 66 Tage ergaben und „das (römische) Jahr mit der griechischen Rechnung wieder übereinstimmte“. Nach Macrobius kam der altrömische Kalender in 24 Jahren durch Handhabung verschiedener Monatslängen für den Mensis intercalaris und Anwendung unterschiedlicher Schaltzyklen auf 8.766 Tage. Geminos von Rhodos, der um 70 v. Chr. in Rom lebte, charakterisiert die griechische Zeitrechnung mindestens seit Solon (um 600 v. Chr.) auf Grundlage eines jährlichen 354-tägigen Lunisolarkalenders mit zwölf Monaten, bestehend aus abwechselnd 29 und 30 Tagen. Innerhalb von acht Jahren wurden drei Monate mit jeweils 30 Tagen eingeschaltet, sodass 24 Jahre „nach griechischer Zeitrechnung“ ebenfalls 8.766 Tage umfassten. Das durchschnittliche „römische und griechische Jahr“ kam in dieser Weise bereits im fünften Jahrhundert v. Chr. auf die „julianische Jahreslänge“ von 365,25 Tagen.

### Tage des Mensis intercalaris
Als einzige vorjulianische Kalenderquelle sind bislang nur die Fasti Antiates maiores erhalten geblieben. Dort umfasst der Mensis intercalaris 27 Tage und ist mit einem festen Markttagschema versehen, das den Mensis intercalaris mit dem Buchstaben „G“ beginnen lässt, der im regulären Februarius allerdings erst auf den 25. Tag folgt. Fand der Markt beispielsweise am Anfang des Schaltjahres auf einem „A-Tag“ statt, fiel er am Ende des Schaltjahres ebenfalls auf einen „A-Tag“, der im Februarius in Normaljahren deckungsgleich auf dem 28. und damit auch auf dem letzten Tag des Jahres lag. Im Folgejahr wäre der nächste Markt auf den 8. Ianuarius als „H-Tag“ gefallen, im übernächsten Jahr auf einen „G-Tag“, sodass der Mensis-intercalaris durch sein dem Normaljahr angepasstes Markttagschema nicht den Jahreslauf der Markttage veränderte.
| 1  | K                        | G | F              |                                                     |
| 2  | IV (ante diem NON)       | H | F              |                                                     |
| 3  | III                      | A | C              |                                                     |
| 4  | PR (pridie NON)          | B | C              |                                                     |
| 5  | NON                      | C | F              |                                                     |
| 6  | VIII (ante diem EID)     | D | F              |                                                     |
| 7  | VII                      | E | C              |                                                     |
| 8  | VI                       | F | C              |                                                     |
| 9  | V                        | G | C              |                                                     |
| 10 | IV                       | H | C              |                                                     |
| 11 | III                      | A | C              |                                                     |
| 12 | PR (pridie EID)          | B | C              |                                                     |
| 13 | EID                      | C | N + NP         | Feriae Iovis                                        |
| 14 | XV (ante diem K Martias) | D | F              |                                                     |
| 15 | XIV                      | E | C              |                                                     |
| 16 | XIII                     | F | C              |                                                     |
| 17 | XII                      | G | C              |                                                     |
| 18 | XI                       | H | C              |                                                     |
| 19 | X                        | A | C              |                                                     |
| 20 | IX                       | B | C              |                                                     |
| 21 | VIII                     | C | C              |                                                     |
| 22 | VII                      | D | C + QRCF       |                                                     |
| 23 | VI (Tubilustrium)        | E | N „REGI“       | Beginn der fünf Resttage des Februarius; Regifugium |
| 24 | V                        | F | C + QRCF       |                                                     |
| 25 | IV                       | G | N + EN         |                                                     |
| 26 | III                      | H | N + NP „EQVIR“ | Feriae Equirria (Ecurria) zu Ehren von Mars         |
| 27 | PR (pridie K Martias)    | A | C              |                                                     |